# Európai Filmdíjak 2009
A 22. Európai Filmdíj-átadó ünnepséget (22nd European Film Awards), amelyen az előző évben hivatalosan bemutatott, az Európai Filmakadémia több mint 2000 tagjának szavazata alapján legjobbnak ítélt európai alkotásokat részesítették elismerésben, 2009. december 12-én tartották meg a bochumi Jahrhunderthalle rendezvényközpontban. Az ünnepség ceremóniamestere Anke Engelke német színésznő, humorista volt.
A 2009-es év ismét újabb változásokat hozott a díjazásokban. Új kategóriát indítottak a legjobb animációs filmek részére, új elnevezéssel - európai koprodukciós díj – Prix Eurimages - díjazták a koprodukciós tevékenységet és nem díjazták tovább „kiválóságdíjjal” a látványtervezést. A rövidfilmek beválogatásában és díjazásában ugyancsak kisebb változás állt be, mivel 2008-ban lejárt az Európai Filmakadémia (EFA)  és a londoni székhelyű United International Pictures (UIP) közötti megállapodás, miszerint a válogatásban részt vevő fesztiválokon egy-egy UIP díjat adnak át az arra érdemes európai rövidfilmnek s ezek az alkotások automatikusan felkerülnek az Európai Filmdíj jelöltjeinek listájára, cserébe viszont az európai filmdíj megnevezés mellett feltüntették UIP díj megnevezést is. 2009-től az EFA végezte e fesztiválokon a válogatást.
Az Európai Filmakadémia 2009. szeptember 9-én hozta nyilvánosságra a díjra számításba vett nagyjátékfilmek 46 alkotásból álló listáját, melyből húszat a legtöbb akadémiai tagot számláló országok javasoltak saját filmjeik közül, huszonhatot pedig az EFA Igazgatótanácsa, meghívott szakértők bevonásával. A díjra jelöltek listáját november 6-án, a Sevillai Európai Filmfesztiválon hirdették ki.
A legtöbb jelölést – hat-hat kategóriában – a francia Jacques Audiard A próféta, valamint a brit Danny Boyle Gettómilliomos című filmdrámái kapták, de amíg ezek két, illetve egy díjat nyertek, a legsikeresebb alkotás a négy jelölést kapott A fehér szalag, Michael Haneke osztrák rendező német-osztrák-francia-olasz koprodukcióban készített  Arany Pálmás és Golden Globe-díjas filmje lett: három, a legjelentősebb díjakért (legjobb film, a legjobb rendező és a legjobb forgatókönyvíró) vihetett haza ezüst szobrocskát. Pedro Almodóvar Megtört ölelések című romantikus thrillerje ugyancsak négy jelölést kapott, de csak Alberto Iglesias vehetett át díjat, a legjobb zeneszerző kategóriában. A legjobb színésznő Kate Winslet A felolvasó, míg a legjobb színész a francia Tahar Rahim A próféta főszereplője lett. A közönségdíjra javasolt tíz alkotás közül a brit Gettómilliomos című filmdráma lett a nyertes.
Az előzetes válogatásban a magyar filmművészetet Nagy Viktor Oszkár Apaföld című drámája képviselte, a díjra jelöltek közé azonban nem került be. Ennek ellenére volt magyar vonatkozása a gálának, mivel a Budapesten élő brit rendező, Peter Strickland brit-román-magyar koprodukcióban, erdélyi helyszíneken forgatott Varga Katalin balladája nyerte el az elsőfilmeseknek szánt az év felfedezettje kategória díját.

## Válogatás
1. 33 sceny z zycia (33 jelenet az életből) – rendező: Małgośka Szumowska
2. Alle Anderen (Mások vagyunk) – rendező: Maren Ade
3. Antichrist (Antikrisztus) – rendező: Lars von Trier
4. Apaföld – rendező: Nagy Viktor Oszkár
5. Brothers – rendező: Igaal Niddam
6. Bumazsnij szoldat (Бумажный Солдат) (Papírkatonák) – rendező: Ifj. Alekszej German
7. Camino – rendező: Javier Fesser
8. Coco avant Chanel (Coco Chanel) – rendező: Anne Fontaine
9. Das weisse Band (A fehér szalag) – rendező: Michael Haneke
10. Der Baader Meinhof Komplex (A Baader-Meinhof csoport) – rendező: Uli Edel
11. Der Knochenmann (Csontdaráló) – rendező: Wolfgang Murnberger
12. Fish Tank (Akvárium) – rendező: Andrea Arnold
13. Frygtelig lykkelig (Borzasztó boldog) – rendező: Henrik Ruben Genz
14. Hakol Mat'hil Bayam (Minden a tengeren kezdődött) – rendező: Eitan Green
15. Iztocsnij pieszi (Източни пиеси) (Keleti játszma) – rendező: Kamen Kalev
16. Jerichow – rendező: Christian Petzold
17. Kalat Hayam (Jaffa) – rendező: Keren Yedaya
18. Käsky – rendező: Aku Louhimies
19. Kisses (Csókok) – rendező: Lance Daly
20. Kynodontas (Kutyafog) – rendező: Jórgosz Lánthimosz
21. Låt den rätte komma in (Engedj be!) – rendező: Tomas Alfredson
22. Lille soldat – rendező: Annette K. Olesen
23. Loft (Kéjlak) – rendező: Erik Van Looy
24. Looking for Eric (Barátom, Eric) – rendező: Ken Loach
25. Los abrazos rotos (Megtört ölelések) – rendező: Pedro Almodóvar
26. Män som hatar kvinnor (A tetovált lány)[8] – rendező: Niels Arden Oplev
27. Maria Larssons eEviga ögonblick (Örök pillanatok) – rendező: Jan Troell
28. Max Manus – rendező: Espen Sandberg és Joachim Rønning
29. Ničiji sin – rendező: Arsen Anton Ostojic
30. Nord (Észak) – rendező: Rune Denstad Langlo
31. Oorlogswinter (Téli háború) – rendező: Martin Koolhoven
32. Pandora'nın Kutusu (Pandora szelencéje) – rendező: Yeşim Ustaoğlu
33. Politist, adjectiv (Rendészet, nyelvészet) – rendező: Corneliu Porumboiu
34. Pranzo di ferragosto (Vénasszonyok nyara) – rendező: Gianni Di Gregorio
35. Questione di cuore (Szívügy) – rendező: Francesca Archibugi
36. Retorno a Hansala – rendező: Chus Gutierrez
37. Séraphine – rendező: Martin Provost
38. Slumdog Millionaire (Gettómilliomos) – rendező: Danny Boyle
39. Strella – rendező: Panos H. Koutras
40. Tatarak – rendező: Andrzej Wajda
41. The Reader (A felolvasó) – rendező: Stephen Daldry
42. The Time that Remains – rendező: Elia Suleiman
43. Tobruk – rendező: Václav Marhoul
44. Turneja (A turné) – rendező: Goran Marković
45. Un prophète (A próféta) – rendező: Jacques Audiard
46. Uzak Ihtimal – rendező: Mahmut Fazıl Coşkun
47. Vincere – rendező: Marco Bellocchio
48. Welcome (Isten hozott!) – rendező: Philippe Lioret

## Díjazottak és jelöltek
| „Díjazott” – szürkéskék háttérrel   |
| „Jelölt” – világos szürke háttérrel |

### Legjobb film
| Magyar címe    | Eredeti címe           | Rendező         | Ország                                               |
| -------------- | ---------------------- | --------------- | ---------------------------------------------------- |
| A fehér szalag | Das weiße Band         | Michael Haneke  | Németország · Ausztria · Franciaország · Olaszország |
| A felolvasó    | The Reader             | Stephen Daldry  | Egyesült Királyság · Németország                     |
| Akvárium       | Fish Tank              | Andrea Arnold   | Egyesült Királyság                                   |
| A próféta      | Un prophète            | Jacques Audiard | Franciaország                                        |
| Engedj be!     | Låt den rätte komma in | Tomas Alfredson | Svédország                                           |
| Gettómilliomos | Slumdog Millionaire    | Danny Boyle     | Egyesült Királyság                                   |

### Az év felfedezettje
| Magyar címe             | Eredeti címe  | Rendező                    | Ország                                      |
| ----------------------- | ------------- | -------------------------- | ------------------------------------------- |
| Varga Katalin balladája | Katalin Varga | Peter Strickland           | Egyesült Királyság · Románia · Magyarország |
| Ajami                   | Ajami (עג'מי) | Scandar Copti, Yaron Shani | Németország · Izrael                        |
| Ősz                     | Sonbahar      | Özcan Alper                | Törökország · Németország                   |
| –––                     | Sois sage     | Juliette Garcias           | Franciaország · Dánia                       |
| Túlparton               | Gagma napiri  | George Ovashvili           | Grúzia · Kazahsztán                         |

### Európai Filmakadémia kritikusainak díja – FIPRESCI-díj
| Magyar címe | Eredeti címe | Rendező       | Ország        |
| ----------- | ------------ | ------------- | ------------- |
| –––         | Tatarak      | Andrzej Wajda | Lengyelország |

### Legjobb dokumentumfilm – Arte díj
| Magyar címe                             | Eredeti címe                                  | Rendező                     | Ország                                                |
| --------------------------------------- | --------------------------------------------- | --------------------------- | ----------------------------------------------------- |
| –––                                     | Das Summen der Insekten – Bericht einer Mumie | Peter Liechti               | Svájc                                                 |
| Gulyáságyú                              | Ako sa varia dejiny                           | Peter Kerekes               | Szlovákia · Ausztria · Csehország                     |
| Tengerszint alatt                       | Below Sea Level                               | Gianfranco Rosi             | Olaszország · Amerikai Egyesült Államok               |
| Burma VJ - Tudósítás egy zárt országból | Burma VJ: Reporter i et lukket land           | Anders Østergaard           | Dánia                                                 |
| –––                                     | Les damnés de la mer                          | Jawad Rhalib                | Belgium                                               |
| Rágalom                                 | Hashmatsa                                     | Yoav Shamir                 | Dánia · Ausztria · Izrael · Amerikai Egyesült Államok |
| Swetlana Geier 5 elefántja              | Die Frau mit den 5 Elefanten                  | Vadim Jendreyko             | Svájc · Németország                                   |
| –––                                     | Das Herz von Jenin                            | Lior Geller, Marcus Vetter  | Németország                                           |
| Zongoramánia                            | Pianomania                                    | Lilian Franck, Robert Cibis | Németország · Ausztria                                |
| –––                                     | Les plages d'Agnès                            | Agnès Varda                 | Franciaország                                         |

### Legjobb animációs film
| Magyar címe                 | Eredeti címe          | Rendező                       | Ország                                      |
| --------------------------- | --------------------- | ----------------------------- | ------------------------------------------- |
| Mia és Migoo                | Mia et le Migou       | Jacques-Rémy Girerd           | Franciaország · Olaszország                 |
| Niko – Repülj a csillagokig | Niko - Lentäjän poika | Michael Hegner, Kari Juusonen | Finnország · Németország · Dánia · Írország |
| Kells titka                 | The Secret of Kells   | Tomm Moore, Nora Twomey       | Franciaország · Írország · Belgium          |

### Legjobb rendező
| Nyertesek és jelöltek | Magyar címe      | Eredeti címe        |
| --------------------- | ---------------- | ------------------- |
| Michael Haneke        | A fehér szalag   | Das weiße Band      |
| Pedro Almodóvar       | Megtört ölelések | Los abrazos rotos   |
| Andrea Arnold         | Akvárium (film)  | Fish Tank           |
| Jacques Audiard       | A próféta        | Un prophète         |
| Danny Boyle           | Gettómilliomos   | Slumdog Millionaire |
| Lars von Trier        | Antikrisztus     | Antichrist          |

### Legjobb színésznő
| Nyertesek és jelöltek | Magyar címe      | Eredeti címe          |
| --------------------- | ---------------- | --------------------- |
| Kate Winslet          | A felolvasó      | The Reader            |
| Penélope Cruz         | Megtört ölelések | Los abrazos rotos     |
| Charlotte Gainsbourg  | Antikrisztus     | Antichrist            |
| Katie Jarvis          | Akvárium         | Fish Tank             |
| Yolande Moreau        | Séraphine        | Séraphine             |
| Noomi Rapace          | A tetovált lány  | Män som hatar kvinnor |

### Legjobb színész
| Nyertesek és jelöltek | Magyar címe              | Eredeti címe               |
| --------------------- | ------------------------ | -------------------------- |
| Tahar Rahim           | A próféta                | Un prophète                |
| Moritz Bleibtreu      | A Baader-Meinhof csoport | Der Baader Meinhof Komplex |
| Steve Evets           | Barátom, Eric            | Looking for Eric           |
| David Kross           | A felolvasó              | The Reader                 |
| Dev Patel             | Gettómilliomos           | Slumdog Millionaire        |
| Filippo Timi          | Vincere                  | Vincere                    |

### Legjobb forgatókönyvíró
| Nyertesek és jelöltek           | Magyar címe        | Eredeti címe         |
| ------------------------------- | ------------------ | -------------------- |
| Michael Haneke                  | A fehér szalag     | Das weiße Band       |
| Jacques Audiard Thomas Bidegain | A próféta          | Un prophète          |
| Simon Beaufoy                   | Gettómilliomos     | Slumdog Millionaire  |
| Gianni Di Gregorio              | Vénasszonyok nyara | Pranzo di ferragosto |

### Legjobb operatőr
| Nyertesek és jelöltek                 | Magyar címe    | Eredeti címe                        |
| ------------------------------------- | -------------- | ----------------------------------- |
| Anthony Dod Mantle                    | Antikrisztus   | Antichrist                          |
| Anthony Dod Mantle                    | Gettómilliomos | Slumdog Millionaire                 |
| Christian Berger                      | A fehér szalag | Das weiße Band                      |
| Makszim Drozdov Aliser Hamidhodzsajev | Papírkatonák   | Bumazsnij szoldat (Бумажный солдат) |
| Stéphane Fontaine                     | A próféta      | Un prophète                         |

### Legjobb zeneszerző
| Nyertesek és jelöltek | Magyar címe      | Eredeti címe           |
| --------------------- | ---------------- | ---------------------- |
| Alberto Iglesias      | Megtört ölelések | Los abrazos rotos      |
| Alexandre Desplat     | Coco Chanel      | Coco avant Chanel      |
| Jacob Groth           | A tetovált lány  | Män som hatar kvinnor  |
| Johan Söderqvist      | Engedj be!       | Låt den rätte komma in |

### Európai Filmakadémia kiválóságdíja
| Nyertesek és jelöltek                                              | Foglalkozás             | Magyar címe              | Eredeti címe               |
| ------------------------------------------------------------------ | ----------------------- | ------------------------ | -------------------------- |
| Brigitte Taillandier Francis Wargnier Jean-Paul Hurier Marc Doisne | hangzástervezők         | A próféta                | Un prophète                |
| Francesca Calvelli                                                 | vágó                    | –––                      | Vincere                    |
| Catherine Leterrier                                                | jelmeztervező           | Coco Chanel              | Coco avant Chanel          |
| Waldemar Pokromski                                                 | fodrász- és sminkmester | A Baader-Meinhof csoport | Der Baader Meinhof Komplex |

### Európai koprodukciós díj – Prix Eurimages
| Díjazott      | Foglalkozás  | Ország    |
| ------------- | ------------ | --------- |
| Diana Elbaum  | filmproducer | Belgium   |
| Jani Thiltges | filmproducer | Luxemburg |

### Legjobb európai teljesítmény a világ filmművészetében
| Díjazott         | Foglalkozás | Ország        |
| ---------------- | ----------- | ------------- |
| Isabelle Huppert | színész     | Franciaország |

### Az Európai Filmakadémia életműdíja
| Díjazott  | Foglalkozás | Ország             |
| --------- | ----------- | ------------------ |
| Ken Loach | filmrendező | Egyesült Királyság |

### Közönségdíj
| Magyar címe              | Eredeti címe               | Rendező            | Ország                                                         |
| ------------------------ | -------------------------- | ------------------ | -------------------------------------------------------------- |
| Gettómilliomos           | Slumdog Millionaire        | Danny Boyle        | Egyesült Királyság                                             |
| A Baader-Meinhof csoport | Der Baader Meinhof Komplex | Uli Edel           | Németország · Franciaország · Csehország                       |
| A hercegnő               | The Duchess                | Saul Dibb          | Egyesült Királyság · Amerikai Egyesült Államok                 |
| A szállító 3.            | Transporter 3              | Olivier Megaton    | Franciaország · Egyesült Királyság · Amerikai Egyesült Államok |
| A tetovált lány          | Män som hatar kvinnor      | Niels Arden Oplev  | Svédország                                                     |
| Coco Chanel              | Coco avant Chanel          | Anne Fontaine      | Franciaország · Belgium                                        |
| Engedj be!               | Låt den rätte komma in     | Tomas Alfredson    | Svédország                                                     |
| Légy a Holdon 3D         | Fly Me to the Moon         | Ben Stassen        | Belgium · Amerikai Egyesült Államok                            |
| Megtört ölelések         | Los abrazos rotos          | Pedro Almodóvar    | Spanyolország                                                  |
| Vénasszonyok nyara       | Pranzo di ferragosto       | Gianni di Gregorio | Olaszország                                                    |

### Legjobb rövidfilm
| Címe                                       | Rendező            | Ország                                   | Jelölő fesztivál            |
| ------------------------------------------ | ------------------ | ---------------------------------------- | --------------------------- |
| Poste restante                             | Marcel Łoziński    | Lengyelország                            | EFA-jelölés – Krakkó        |
| 14                                         | Asitha Ameresekere | Egyesült Királyság                       | EFA-jelölés – Cork          |
| Between Dreams                             | Iris Olsson        | Franciaország · Oroszország · Finnország | EFA-jelölés – Grimstad      |
| Bonne nuit                                 | Valéry Rosier      | Belgium · Franciaország                  | EFA-jelölés – Drama         |
| Die Leiden Des Herrn Karpf. Der Geburtstag | Lola Randl         | Németország                              | EFA-jelölés – Berlin        |
| Lägg M För Mord                            | Magnus Holmgren    | Svédország                               | EFA-jelölés – Valladolid    |
| Peter in Radioland                         | Johanna Wagner     | Egyesült Királyság                       | EFA-jelölés – Edinburgh     |
| Renovare                                   | Paul Negoescu      | Németország · Románia                    | EFA-jelölés – Vila do Conde |
| The Herd                                   | Ken Wardrop        | Írország                                 | EFA-jelölés – Szarajevó     |
| Sinner                                     | Meni Philip        | Izrael                                   | EFA-jelölés – Velence       |
| Szklana pulapka                            | Pawel Ferdek       | Lengyelország                            | EFA-jelölés – Tampere       |
| Zwemles                                    | Danny De Vent      | Belgium                                  | EFA-jelölés – Gent          |
| Was Bleibt                                 | David Nawrath      | Németország                              | EFA-jelölés – Angers        |